# Partido Democrático Popular (Alemania)
El Partido Democrático Popular (Demokratische Volkspartei, abr. DVP) fue un partido demócrata liberal del suroeste de Alemania, cuya tradición continúa la federación regional del Partido Democrático Libre (Freie Demokratische Partei, abr. FDP) de Baden-Württemberg.
El DVP tuvo su origen en el Partido Demócratico Popular de Wurtemberg, abr. VP, que se unió en 1868 al Partido Popular Alemán (Deutsche Volkspartei, abr. DtVP), en 1910 al Partido Popular Progresista (Fortschrittliche Volkspartei, abr. FVP) y a final de 1918 al Partido Democrático Alemán (Deutsche Demokratischen Partei, abr. DDP). 
El 6 de enero de 1946 el DVP fue refundado de nuevo en Stuttgart y en 1948 participó en la constitución del FDP.

## Historia

### Confederación Germánica
En el curso de la Guerra de los Ducados entre Alemania y Dinamarca el movimiento de unificación organizado en la Asociación Nacional Alemana se dividió en varias direcciones. Como consecuencia de ello, en los años 1864-1865 se unieron al Partido Democrático Popular los representantes de una solución democrática federal de la cuestión alemana, procedentes de las medianas y pequeñas ciudades de la Tercera Alemania. Donde mejor organizado estaba el nuevo partido fue en Wurtemberg, pero también consiguió éxitos organizativos en Baden, Baviera, Sajonia y Turingia.
El Partido Democrático Popular pudo atraer temporalmente a los seguidores de la Convención de Asociaciones de Trabajadores de Alemania. Miembros destacados fueron, entre otros, Karl Mayer, Ferdinand Nägele y Gottlob Tafel en Württemberg; Jacob Venedey en Baden; Georg Friedrich Kolb, Franz Tafel y Nikolaus Titus en Baviera; Otto Leonhard Heubner, Emil Adolf Roßmäßler, Wilhelm Schaffrath y Franz Jacob Wigard en Sajonia, así como Christian Schüler in Turingia. El mayor éxito político lo consiguió el Partido Democrático Popular en 1866 con la movilización en toda la confederación contra la guerra austro-prusiana. Posteriormente el peso de la organización se fue trasladando poco a poco al suroeste de Alemania.

### Imperio Alemán
Como integrante del Partido Democrático Popular el Partido Popular de Wurtemberg estuvo desde 1863 hasta 1866 bajo la dirección de Karl Mayer, Julius Haußmann y Ludwig Pfau del Partido del Progreso en el Reino de Wurtemberg y representó una agrupación de muchos revolucionarios demócratas de 1848-1849. Fue durante mucho tiempo la principal fuerza política en el ámbito rural. El 6 de enero de 1866 los delegados se reunieron en Stuttgart en su primer encuentro del Día de los Reyes Magos, una especie de asamblea de representantes regionales. El Partido Popular Alemán (DtVP) se constituyó en el suroeste de Alemania en 1868 como una organización de partido suprarregional, democrática y liberal de izquierdas. El Partido Popular de Wurtemberg fue desde entonces la federación regional más fuerte del Partido Popular Alemán, establecido a nivel del Imperio Alemán, y que conservó su mayor peso en el sur de Alemania.

El Partido Popular Alemán se fusionó en 1910 con el Partido Popular Progresista (FVP). De esta forma, en Wurtemberg, el partido denominado simplemente como Partido Popular (VP) era la organización del FVP. El Partido Popular comprendía lo que en el Reino de Wurtemberg se conocía como los demócratas. Los seguidores del Partido Popular reclamaron para sí la palabra democracia y llamaban a sus dirigentes los hombres del pueblo (Volksmänner). Hasta el final de la monarquía en 1918 fueron importantes representantes del Partido Popular de Wurtemberg Friedrich von Payer y los hermanos Conrad y Friedrich Haußmann. En la elección al Parlamento regional de Wurtemberg de 1895 el Partido Popular consiguió 31 de 70 diputados, logrando como grupo más numeroso la presidencia del parlamento para Friedrich von Payer.
Con el nacimiento del Partido Democrático Alemán (Deutsche Demokratische Partei, abr. DDP), a finales del año 1918, los demócratas se unieron a este nuevo partido liberal de izquierdas. En el Estado Libre Popular de Wurtemberg, durante la República de Weimar, fueron miembros activos del Partido Democrático Alemán, por ejemplo, Theodor Liesching, Johannes von Hieber, Julius Baumann, Wilhelm Schall y Reinhold Maier. El Presidente regional del DDP en Wurtemberg fue desde el 7 de diciembre de 1918 hasta el 6 de enero de 1921 Conrad Haußmann, y posteriormente y hasta 1933 Peter Bruckmann.
En 1933 se disolvió el Partido del Estado Alemán (DStP), que se había formado en 1930 de la unión entre el DDP y la Joven Orden Alemana (Jungdeutsche Orden), bajo la presión del nacionalsocialismo, para evitar la prohibición.

### Alemania de la posguerra
El 6 de enero de 1946, el Partido Democrático Popular, abreviado DVP, fue refundado en Stuttgart por personalidades liberales como Theodor Heuss y Reinhold Maier. El partido continuó expresamente la tradición del DDP y del VP anteriores a 1918 y no la del DVP de la República de Weimar. En 1946 Heuss fue presidente del DVP en la zona de ocupación estadounidense. El presidente regional del DVP en Württemberg-Baden fue desde 1946 hasta 1952 Wolfgang Haußmann. El 17 de agosto de 1946 se constituyó también en Württemberg-Hohenzollern una federación del DVP, cuya presidencia asumió el 23 de octubre de 1946 Wilhelm Wirthle. El sucesor desde 1951 hasta 1953 en la presidencia regional en Württemberg-Hohenzollern fue Eduard Leuze. En 1947 el DVP participó en la fundación del Partido Democrático de Alemania, de corta trayectoria, y cuyo copresidente fue Heuss. Tras el fracaso de este partido liberal a nivel nacional, participó en la fundación del FDP en Heppenheim y es desde entonces su federación regional, primero en Württemberg-Baden y Württemberg-Hohenzollern, y tras la constitución del Land de Baden-Württemberg con la marca FDP/DVP en el conjunto de este Estado del suroeste. Con Reinhold Maier tuvo el DVP el único presidente de gobierno (en Württemberg-Baden y Baden-Württemberg) en la República Federal de Alemania.

## Resultados de las elecciones al Parlamento regional

### VP y desde 1910 FVP en Wurtemberg
- 1906: 23,6 % – 24 escaños
- 1912: 19,5 % – 19 escaños

### DDP en Wurtemberg
- 1919: 25,0 % – 38 escaños
- 1920: 14,7 % – 15 escaños
- 1924: 10,6 % – 9 escaños
- 1928: 10,1 % – 8 escaños
- 1932: 4,8 % – 4 escaños

### DVP en Württemberg-Baden
- 1946: 19,5 % – 19 escaños
- 1950: 21,1 % – 22 escaños

### DVP en Württemberg-Hohenzollern
- 1947: 17,7 % – 11 escaños

## Literatura
- Hans Fenske: Der liberale Südwesten. Freiheitliche und demokratische Traditionen in Baden und Württemberg 1790–1933 (= Schriften zur politischen Landeskunde Baden-Württembergs. 5). Kohlhammer, Stuttgart u. a. 1979, ISBN 3-17-007089-4.
- Paul Rothmund, Erhard R. Wiehn (Hrsg.): Die FDP/DVP in Baden-Württemberg und ihre Geschichte. Liberalismus als politische Gestaltungskraft im deutschen Südwesten (= Schriften zur politischen Landeskunde Baden-Württembergs. 4). Kohlhammer, Stuttgart u. a. 1979, ISBN 3-17-004680-2.